# Sumbawanga
Sumbawanga er en by i den vestlige del af Tanzania, med et indbyggertal (pr. 2002) på cirka 150.000. Byen er hovedstad i regionen Rukwa. 